# ألكسيس كليروت
ألكسيس كلاود دي كليروت (بالإنجليزية: Alexis Claude de Clairaut) (أو كليروت) (ولد في 13 مايو 1713 وتوفي في 17 مايو 1765) هو عالم رياضيات وعالم فلك وجيوفيزيائي ومفكر فرنسي بارز. ولد في مدينة باريس وفيها توفي.

## السيرة الذاتية

### طفولته
ولد كليروت في باريس في فرنسا، حيث كان والده يُدَرِّس الرياضيات. كان طفلاً نابغًا — ففي الثانية عشرة من عمره كتب مذكرات بشأن المنحنيات الهندسية الأربعة تحت إشراف والده الذي طرح هذا التقدم السريع في الموضوع ذاته الذي قرأه وهو في الثالثة عشرة من عمره من الأكاديمية الفرنسية وقدم بيانًا عن خصائص المنحنيات الأربعة التي اكتشفها. وعندما كان في السادسة عشرة من عمره، أنهى بحثًا عن المنحنيات المتعرجة بعنوان بحث حول المنحنيات ذات الانحناء المزدوج (Recherches sur les courbes a double courbure) نُشر عام 1731، وقُبل في الأكاديمية الفرنسية للعلوم، على الرغم من أنه كان لا يتجاوز ثمانية عشر عامًا وكان تحت السن القانوني، بعد أن أمضى ملك فرنسا لويس الخامس عشر على وثيقة تسمح بذلك.

### شكل الأرض

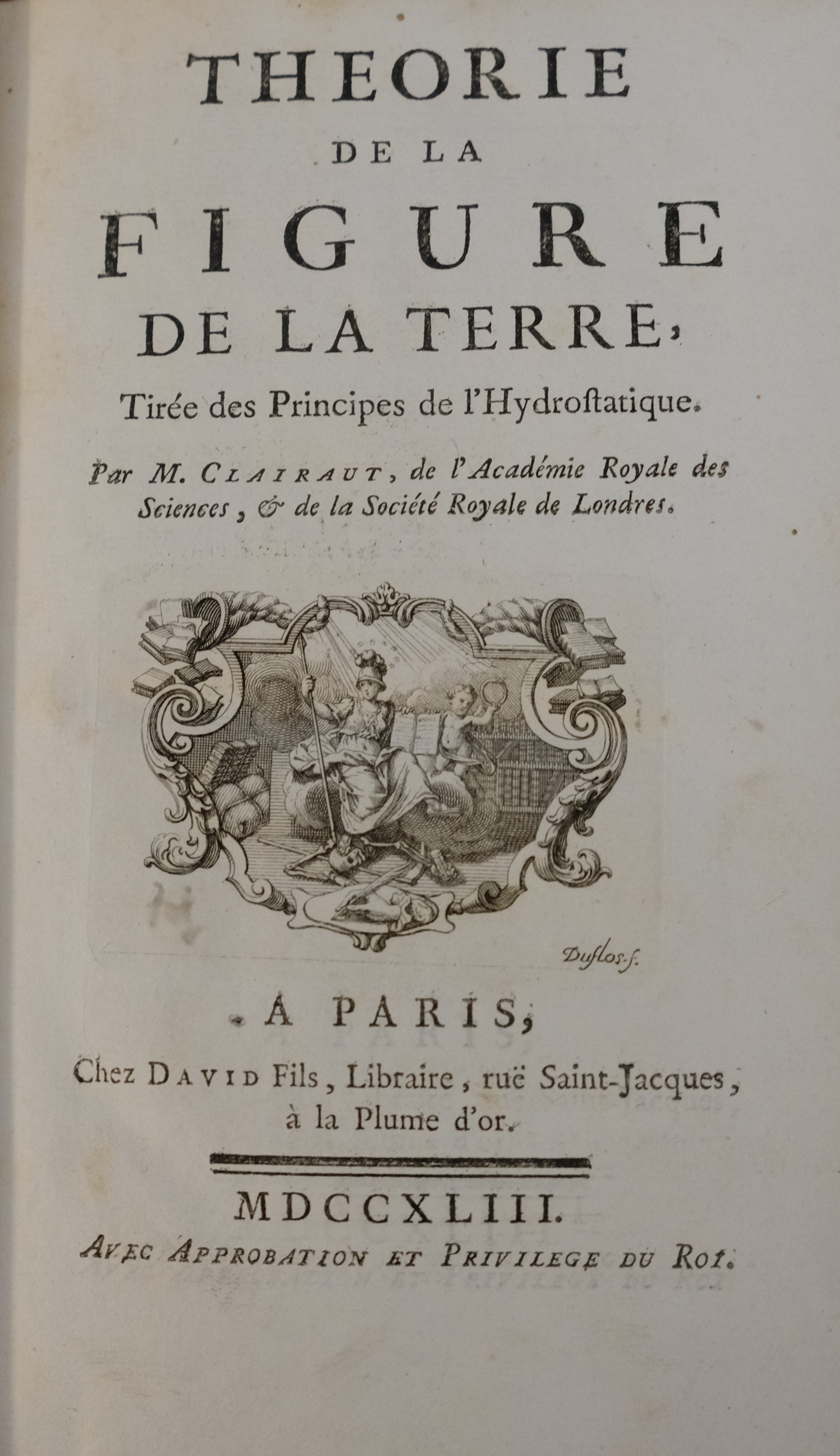
Théorie de la Figure de la Terre, tirée des Principes de l’Hydrostatique, 1743

في عام 1736، بالتعاون مع بيير لويس موبرتيوس، شارك في البعثة العلمية إلى لابلاند، وكان الغرض من هذه البعثة هو تقدير درجة خط الطول. شارك في الرحلة عالم الرياضيات والفلك لويس كامو وعالم الفلك والجيوديزيا بيير شارل لومونييه. استغرقت الرحلة ستة عشر شهرا. التحق بهم عالم الفلك السويدي أندرس سلسيوس، والذي كان مدرسا في جامعة أوبسالا.
بعد عودته نشر دراسته بعنوان نظرية شكل الأرض (Théorie de la figure de la terre) (عام 1743). وفي هذا العمل الذي نشره المعروف باسم نظرية كليروت التي تربط الجاذبية في نقاط على سطح شكل إهليجي دوار مع الضغط وقوة الطرد المركزي عند خط الاستواء. وتأسس هذا النموذج الهيدروليكي لشكل الأرض على ورقة بواسطة كولين ماكلورين (Colin Maclaurin) الذي أظهر أن كتلة من السوائل المتجانسة تبدأ في الدوران حول الخط من خلال مركز كتلتها وتأخذ، تحت تأثير الجذب المتبادل بين جسيماتها، شكل السطح الناقص. وبافتراض أن الأرض تكونت من قشور إهليجية مركزية بكثافة موحدة، فيمكن تطبيق نظرية كليروت عليها، ويمكن حساب إهليجية الأرض من قياسات السطح للجاذبية. وفي عام 1849 أظهر ستوكس (Stokes) أن نتيجة كليروت كانت صحيحة أيًا كانت بنية الجسم الداخلية أو كثافة الأرض، شريطة أن يكون السطح كرويًا متوازنًا لشكل إهليجي صغير.

### التركيز على الحركة الفلكية

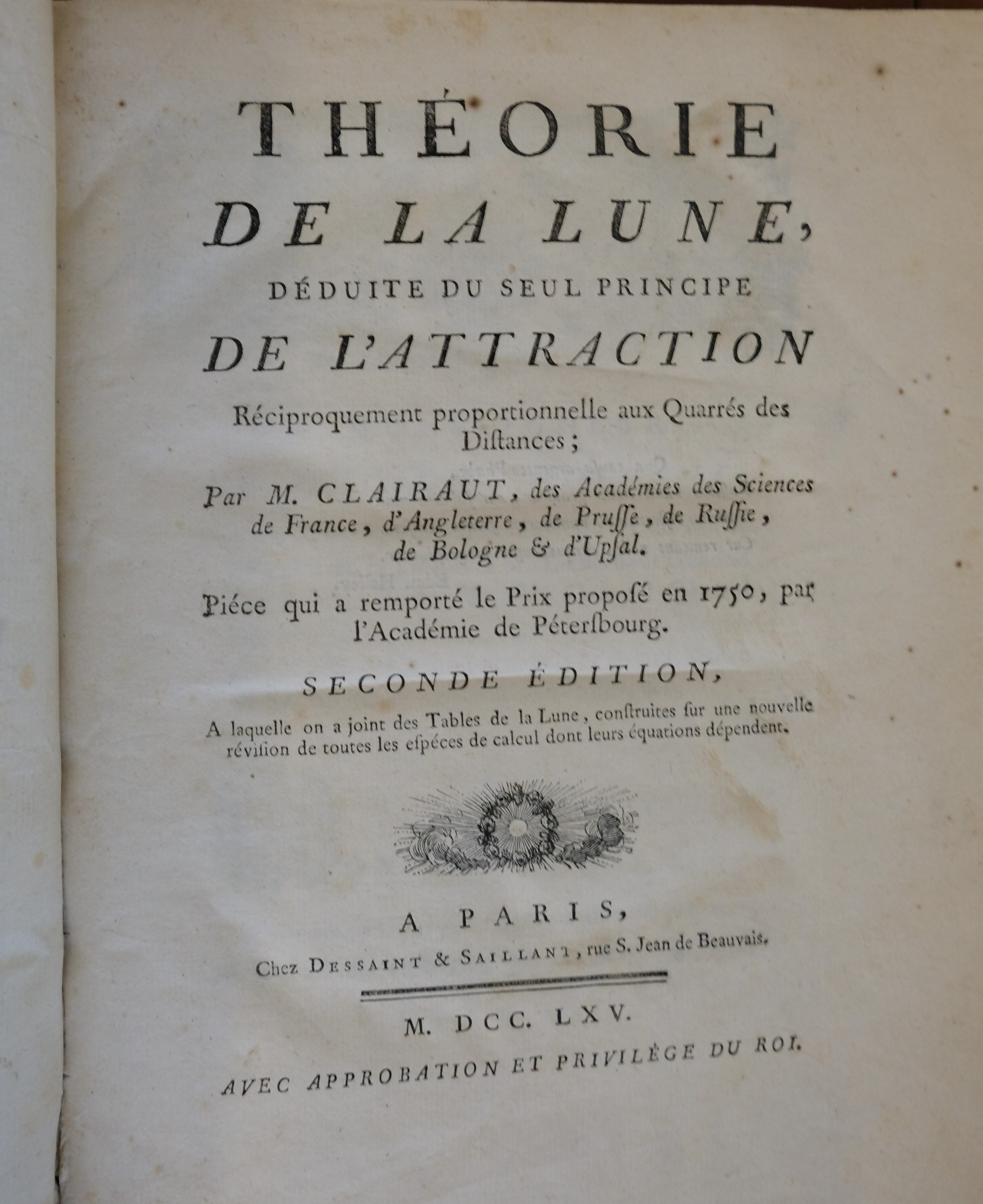
Théorie de la Lune & Tables de la Lune, 1765

توصل إلى حل عبقري تقريبي لـمسألة الأجسام الثلاثة؛ وفي عام 1750 حصل على جائزة من أكاديمية سانت بيترسبرغ عن مقالته التي كانت بعنوان نظرية سطح القمر (Théorie de la lune)؛ وفي عام 1759، تمكن من حساب الحضيض الشمسي لـمذنب هالي.
تتأثر نظرية سطح القمر بالطابع النيوتيني بشدة. وتحتوي هذه النظرية على توضيح لحركة القبا التي حيرت علماء الفلك سابقًا، والتي كان كليروت يعتبرها في البداية أمرًا لا يمكن تفسيره وأنه كان على وشك نشر فرضية جديدة وبما أنه تعرض لقانون الجاذبية لينقل التقريب إلى المرتبة الثالثة، وبناءً على ذلك وجد أن النتيجة كانت مطابقة للملاحظات. وتم تتبع هذا في عام 1754 بواسطة بعض الجداول القمرية، والتي احتسبها باستخدام شكل تحويل فوريي المنقطع.
وكتب كليروت في وقت لاحق أبحاثًا متنوعةً عن مدار القمر، وحركة المذنب على أنه متأثر باضطراب الكواكب، ولا سيما في مسار مذنب هالي.

### حياته الشخصية ووفاته
يرى بوسوت (Bossut) إن حياته العملية أعاقت شعبيته المتزايدة في المجتمع حيث يقول: «لقد كرس جهده، فمع تناول الطعام والسهرات، المقرونة بحبه للنساء، وسعيه في تضمين سعادة يومه في يوم العمل، ففقد الراحة والصحة ووافته المنية في الثانية والخمسين من عمره».
وتم اختياره زميلا لجمعية لندن الملكية في نوفمبر، 1737.
مات كليروت في باريس عام 1765.

## وصلات خارجية
- ألكسيس كليروت على موقع الموسوعة البريطانية (الإنجليزية)
- Chronologie de la vie de Clairaut (1713-1765)
- O'Connor، John J.؛ Robertson، Edmund F.، "ألكسيس كليروت"، تاريخ ماكتوتور لأرشيف الرياضيات
- W.W. Rouse Ball A Short Account of the History of Mathematics